# 19443 Яньчжун
19443 Яньчжун (19443 Yanzhong) — астероїд головного поясу, відкритий 31 березня 1998 року.
Тіссеранів параметр щодо Юпітера — 3,552.